# Olympische Sommerspiele 2004/Teilnehmer (Suriname)
| Gelbes Symbol für Goldmedaillen mit stilisierten Olympischen Ringen | Graues Symbol für Silbermedaillen mit stilisierten Olympischen Ringen | Braundes Symbol für Bronzemedaillen mit stilisierten Olympischen Ringen |
| ------------------------------------------------------------------- | --------------------------------------------------------------------- | ----------------------------------------------------------------------- |
| —                                                                   | —                                                                     | —                                                                       |

Suriname nahm bei den Olympischen Sommerspielen 2004 in Athen zum zehnten Mal an Olympischen Sommerspielen teil. Die Delegation umfasste vier Athleten.

## Teilnehmer nach Sportart

### Leichtathletik
- Cornelis Sibe
Männer, 800 m: in der 1. Runde ausgeschieden (2:00,06 min)
- Letitia Vriesde
Frauen, 800 m: im Halbfinale ausgeschieden (2:06,95 min)

### Schwimmen
- Sade Daal
Frauen, 50 Meter Freistil: 54. Platz (29,27 s)

- Gordon Touw Ngie Tjouw
Männer, 100 Meter Schmetterling: 51. Platz (56,68 s)